# 森田敬和
森田 敬和（もりた たかかず、1960年6月29日 - ）は日本の実業家。血液型B型。

## 来歴
岐阜県岐阜市出身。岐阜県立加納高等学校を経て拓殖大学を卒業後、企画会社社長となる。
幼少時に祖父と共にテレビで「クイズタイムショック」を見たことでクイズにのめり込み始める。当時はクイズ好きというわけではなかったが、問題に答えている様子を見た祖父から出場を勧められ、軽い気持ちで応募したという。以後クイズ番組出場が病みつきとなり、数年にわたり出場しては優勝を果たすこととなる。
1986年に出場したクイズ番組「第10回アメリカ横断ウルトラクイズ」では、南米で高熱に浮かされながらも乗り越え、優勝を果たす。
優勝時にはクイズ番組からの引退を宣言したものの、ファンからの声援が多く寄せられたため撤回するに至る。

## エピソード

### 森田押し
長戸勇人は、自著『クイズは想像力〈理論篇〉』の中で森田の独特な早押しボタンの押し方を「森田押し」と呼称。
長戸によると、普通早押しボタンは人差し指や中指で押すものとしているが、「森田押し」は親指で押し、なおかつ「押し込み」（一瞬の差を競う早押しクイズで時間のロスを無くすため、ボタンの「遊び」を利用して、作動するギリギリまでボタンを押し込むこと）を活用しているため、素早い押し方を実現しているという。

## 主な出場番組
※優勝経験がある番組には末尾に○印を付す。
- アップダウンクイズ○[1]
- クイズタイムショック○[1]
- スーパーダイスQ○[1]
- クイズ実力日本一決定戦[2]
- アメリカ横断ウルトラクイズ○[1]